# Ípsonas
Ípsonas (en grec: Ύψωνας) és un municipi de Xipre ubicat al districte de Limassol. Està situat a l'oest de la ciutat de Limassol i al nord de la base militar britànica d'Akrotiri-Episkopi.